# تيملولت (تيملولت)
دوار تيملولت هو دوار يقع بمشيخة تيملولت التابعة اداريا لقيادة سيدي المختار عمالة شيشاوة جهة مراكش اسفي وترابيا على حدود اقليم الصويرة دواوير جماعة الكريمات غربا و جنوبا و دوار اولاد ميمون شرقا ،ودوار أولاد عبد الله امبارك وجرف الضبع شمالا،  يضم دوار تيملولت   ست دواوير صغيرة ( المرايمضة ، دوار أيت الكرازنة ، دوار ايت الهاشمي ،دوار ايت محند ، دوار أيت محمد ، دوار أيت النقايلا ) .
تيملولت هو دُوَّار يقع بجماعة أولاد مومنة، إقليم شيشاوة، جهة مراكش آسفي في المملكة المغربية. ينتمي الدوّار لمشيخة تيملولت التي تضم 10 دواوير. يقدر عدد سكانه بـ 516 نسمة حسب الإحصاء الرسمي للسكان والسكنى لسنة 2004.

## روابط خارجية
- البوابة الوطنية للجماعات الترابية نسخة محفوظة 12 مارس 2018 على موقع واي باك مشين.
- المندوبية السامية للتخطيط